# Roscoe (reper)
David Brown (Philadelphia, Pennsylvania, SAD, 1983.), bolje poznat po svom umjetničkom imenu Roscoe je američki reper i tekstopisac. Roscoe je mlađi brat repera Kurupta, člana grupe Tha Dogg Pound. Rođen je u Philadelphiji, te se kasnije preselio u Los Angeles.
Njegov prvi studijski album Young Roscoe Philaphornia iz 2003. godine na top ljestvici Billboard 200 debitirao je na poziciji 148. Roscoe trenutno ima potpisan ugovor za diskografske kuće Priority Records i Doggy Style Records.

## Diskografija

### Studijski albumi
- 2003.: Young Roscoe Philaphornia (#148 200,[1] #22 R&B/Hip-Hop[2])
- 2006.: I Luv Cali
- 2008.: Stray Dogg - Off Tha Leash, Off Tha Chain
- 2009.: The Frank & Jess Story (zajedno s Kuruptom) (#82 R&B/Hip-Hop[3])

### Miksani albumi
- 2001.: When The Pain Inflict
- 2009.: Philaphornia Pt. 2 Tha Philly Fanatic

### Singlovi
- 2000.: "I Love Cali" (#90 R&B/Hip-Hop[4])
- 2003.: "Smooth Sailin'" (#73 R&B/Hip-Hop[4])

## Vanjske poveznice
- Službena stranica  Arhivirana inačica izvorne stranice od 13. lipnja 2006. (Wayback Machine)
- Roscoe na MySpaceu